# آبسالیاموو (شهرستان اوچالینسکی، باشقیرستان)
آبسالیاموو (انگلیسی: Absalyamovo, Uchalinsky District, Bashkortostan) یک شهرک در شهرستان اوچالینسکی استان باشقیرستان کشور روسیه است.